# Ronnie Stanley
Ronnie Stanley (Las Vegas, Nevada, 18 de marzo de 1994) es un jugador profesional estadounidense de fútbol americano que se desempeña en la posición de offensive tackle en Baltimore Ravens, equipo de la National Football League (NFL).

## Carrera
Fue seleccionado en la primera ronda en la Reunión Anual de Selección de Jugadores de la NFL de 2016. Hizo su debut profesional con el equipo Baltimore Ravens, donde lleva jugando ocho temporadas.